# 오구시촌
오구시촌(大串村)은 나가사키현 니시소노기 반도에 있던 촌이며, 니시소노기군에 속해있었다.. 

## 지리
니시소노기 반도의 북동쪽 끝에 위치하고 있으며. 동쪽 해안을 오무라만에 접하고 북쪽 해안은 이노우라세토(하리오세토)를 사이에 두고 하리오섬을 바라볼 수 있다. 

## 역사
- 1889년 4월 1일 - 정촌제 시행에 의해 니시소노기군 오구시촌이 단독촌제로 성립하였다.
- 1961년 6월 29일 - 가메다케촌과 합병해 세이히촌이 성립하여, 가메다케촌은 소멸하였다.

## 참고문헌
- 角川日本地名大辞典 42 長崎県
- 西彼杵郡現勢一班「龜岳村現勢内容」（1926年）国立国会図書館デジタルコレクション